# (5729) 1988 TA1
(5729) 1988 TA1 (1988 TA1, 1991 GX3) — астероїд головного поясу, відкритий 13 жовтня 1988 року.
Тіссеранів параметр щодо Юпітера — 3,201.